# 2001年ワールドグランドチャンピオンズカップ
2001年ワールドグランドチャンピオンズカップ（英語: FIVB World Grand Champions Cup 2001）は、バレーボール・ワールドグランドチャンピオンズカップの国際大会で、2001年は女子大会が11月13日から11月18日まで、男子大会が11月20日から11月25日まで、共に日本で開催された。通称グラチャン2001。
男子はキューバが優勝を飾った。女子は中国が優勝。共に初優勝。

## 試合形式
男女各6チームが参加。男女共に1回戦総当りで各チーム5試合が行われた。

## 会場一覧
- 埼玉会場／さいたまスーパーアリーナ（さいたま市中央区）
- 福岡会場／マリンメッセ福岡（福岡市博多区）
- 名古屋会場／名古屋レインボーホール（名古屋市南区）
- 東京会場／東京体育館（東京都渋谷区）

## 女子競技

### 出場国
- 日本

開催国
- ブラジル

南米選手権2001優勝
- 中国

アジア選手権2001優勝
- ロシア

ヨーロッパ選手権2001優勝
- アメリカ合衆国

北中米選手権2001優勝
- 韓国

FIVB推薦国

### 試合結果
| 韓国 | 3 - 1 | アメリカ合衆国 |
| 中国 | 3 - 1 | ロシア         |
| 日本 | 3 - 0 | ブラジル       |

| アメリカ合衆国 | 1 - 3 | 中国   |
| ブラジル       | 2 - 3 | ロシア |
| 日本           | 3 - 1 | 韓国   |

| ロシア | 1 - 3 | アメリカ合衆国 |
| 韓国   | 0 - 3 | ブラジル       |
| 中国   | 3 - 0 | 日本           |

| 日本     | 0 - 3 | ロシア         |
| ブラジル | 3 - 2 | アメリカ合衆国 |
| 韓国     | 0 - 3 | 中国           |

| ロシア         | 3 - 0 | 韓国     |
| 中国           | 3 - 1 | ブラジル |
| アメリカ合衆国 | 1 - 3 | 日本     |

### 最終結果
| 順位 | チーム         | 勝点 | 試合数 | 勝 | 敗 | 得セット | 失セット |
| ---- | -------------- | ---- | ------ | -- | -- | -------- | -------- |
| 1    | 中国           | 10   | 5      | 5  | 0  | 15       | 3        |
| 2    | ロシア         | 8    | 5      | 3  | 2  | 11       | 8        |
| 3    | 日本           | 8    | 5      | 3  | 2  | 9        | 8        |
| 4    | ブラジル       | 7    | 5      | 2  | 3  | 9        | 11       |
| 5    | アメリカ合衆国 | 6    | 5      | 1  | 4  | 8        | 13       |
| 6    | 韓国           | 6    | 5      | 1  | 4  | 4        | 13       |

### 個人賞
- 最優秀選手賞  楊昊
- ベストスコアラー  エカテリーナ・ガモワ
- ベストスパイカー  エリザベータ・ティーシェンコ
- ベストブロッカー  エカテリーナ・ガモワ
- ベストサーバー  高橋みゆき
- ベストレシーバー  バーナ・ディアス
- ベストディガー  ステイシー・シコラ

## 男子競技

### 出場国
- 日本

開催国
- ブラジル

南米選手権2001優勝
- 韓国

アジア選手権2001優勝
- ユーゴスラビア

ヨーロッパ選手権2001優勝
- キューバ

北中米選手権2001優勝
- アルゼンチン

FIVB推薦国

### 試合結果
| 韓国     | 1 - 3 | ブラジル       |
| キューバ | 3 - 0 | ユーゴスラビア |
| 日本     | 3 - 2 | アルゼンチン   |

| 韓国           | 0 - 3 | キューバ     |
| ブラジル       | 3 - 0 | アルゼンチン |
| ユーゴスラビア | 3 - 0 | 日本         |

| キューバ     | 3 - 2 | ブラジル       |
| アルゼンチン | 1 - 3 | ユーゴスラビア |
| 日本         | 0 - 3 | 韓国           |

| キューバ | 3 - 1 | 日本           |
| 韓国     | 3 - 1 | アルゼンチン   |
| ブラジル | 3 - 0 | ユーゴスラビア |

| アルゼンチン   | 0 - 3 | キューバ |
| ユーゴスラビア | 3 - 0 | 韓国     |
| 日本           | 0 - 3 | ブラジル |

### 最終結果
| 順位 | チーム         | 勝点 | 試合数 | 勝 | 敗 | 得セット | 失セット |
| ---- | -------------- | ---- | ------ | -- | -- | -------- | -------- |
| 1    | キューバ       | 10   | 5      | 5  | 0  | 15       | 3        |
| 2    | ブラジル       | 9    | 5      | 4  | 1  | 14       | 4        |
| 3    | ユーゴスラビア | 8    | 5      | 3  | 2  | 9        | 7        |
| 4    | 韓国           | 7    | 5      | 2  | 3  | 7        | 10       |
| 5    | 日本           | 6    | 5      | 1  | 4  | 4        | 14       |
| 6    | アルゼンチン   | 5    | 5      | 0  | 5  | 4        | 15       |

### 個人賞
- 最優秀選手賞  イバン・ミリュコビッチ
- ベストスコアラー  イバン・ミリュコビッチ
- ベストスパイカー  キム・サンウ
- ベストブロッカー  アンドリア・ゲリッチ
- ベストサーバー  アンヘル・デニス
- ベストレシーバー  バーサ・ミイッチ
- ベストディガー  津曲勝利

## テレビ放送
- 日本テレビ系列で日本戦10試合を独占放送（時差放送）。同局のバラエティー番組である、ウッチャンナンチャンのウリナリ!!との連動企画が行われた[2][3]。また、衛星放送BS日テレでは日本戦以外も放送。